# Mickleham
Mickleham – wieś w Anglii, w hrabstwie Surrey, w dystrykcie Mole Valley. Leży 30 km na południowy zachód od centrum Londynu. Miejscowość liczy 570 mieszkańców.